# 9.ª etapa del Giro de Italia 2024
La 9.ª etapa del Giro de Italia 2024 tuvo lugar el 12 de mayo de 2024 y consistió en una etapa llana con inicio en Avezzano y final en Nápoles sobre un recorrido de 214 km. La etapa fue ganada por el neerlandés Olav Kooij del equipo Team Visma-Lease a Bike, resuelto en un esprint masivo, mientras que el esloveno Tadej Pogačar mantuvo el liderato.

## Clasificación de la etapa
| Avezzano - Nápoles | etapa llana | (214 km) |

| \| Clasificación de la etapa \| Clasificación de la etapa \| Clasificación de la etapa \| Clasificación de la etapa \| Clasificación de la etapa \| \| Ciclista \| Ciclista \| Equipo \| Tiempo \| \| \| ------------------------- \| ------------------------- \| -------------------------- \| ------------------------- \| ------------------------- \| \| 1.º \| Olav Kooij \| Team Visma \\| Lease a Bike \| 4 h 44 min 22 s \| \| \| 2.º \| Jonathan Milan \| Lidl-Trek \| + 0 s \| \| \| 3.º \| Juan Sebastián Molano \| UAE Team Emirates \| + 0 s \| \| \| 4.º \| Alberto Dainese \| Tudor Pro Cycling Team \| + 0 s \| \| \| 5.º \| Danny van Poppel \| Bora-Hansgrohe \| + 0 s \| \| \| 6.º \| Madis Mihkels \| Intermarché-Wanty \| + 0 s \| \| \| 7.º \| Kaden Groves \| Alpecin-Deceuninck \| + 0 s \| \| \| 8.º \| Andrea Vendrame \| Decathlon-AG2R La Mondiale \| + 0 s \| \| \| 9.º \| Davide Ballerini \| Astana Qazaqstan Team \| + 0 s \| \| \| 10.º \| Max Kanter \| Astana Qazaqstan Team \| + 0 s \| \| |                       |                            |                 |
| |                       |                            |                 |
| Fuentes: ProCyclingStats Cycling Quotient |                       |                            |                 |
| Clasificación de la etapa |                       |                            |                 |
| Ciclista | Ciclista              | Equipo                     | Tiempo          |
| 1.º | Olav Kooij            | Team Visma \| Lease a Bike | 4 h 44 min 22 s |
| 2.º | Jonathan Milan        | Lidl-Trek                  | + 0 s           |
| 3.º | Juan Sebastián Molano | UAE Team Emirates          | + 0 s           |
| 4.º | Alberto Dainese       | Tudor Pro Cycling Team     | + 0 s           |
| 5.º | Danny van Poppel      | Bora-Hansgrohe             | + 0 s           |
| 6.º | Madis Mihkels         | Intermarché-Wanty          | + 0 s           |
| 7.º | Kaden Groves          | Alpecin-Deceuninck         | + 0 s           |
| 8.º | Andrea Vendrame       | Decathlon-AG2R La Mondiale | + 0 s           |
| 9.º | Davide Ballerini      | Astana Qazaqstan Team      | + 0 s           |
| 10.º | Max Kanter            | Astana Qazaqstan Team      | + 0 s           |

## Clasificaciones al final de la etapa

### Clasificación general(Maglia Rosa)
| \| Clasificación general \| Clasificación general \| Clasificación general \| Clasificación general \| Clasificación general \| \| Ciclista \| Ciclista \| Equipo \| Tiempo \| \| \| --------------------- \| ---------------------- \| -------------------------- \| --------------------- \| --------------------- \| \| 1.º \| Tadej Pogačar \| UAE Team Emirates \| 32 h 59 min 04 s \| \| \| 2.º \| Daniel Felipe Martínez \| Bora-Hansgrohe \| + 2 min 40 s \| \| \| 3.º \| Geraint Thomas \| Ineos Grenadiers \| + 2 min 58 s \| \| \| 4.º \| Ben O'Connor \| Decathlon-AG2R La Mondiale \| + 3 min 39 s \| \| \| 5.º \| Cian Uijtdebroeks \| Team Visma \\| Lease a Bike \| + 4 min 02 s \| \| \| 6.º \| Antonio Tiberi \| Bahrain Victorious \| + 4 min 23 s \| \| \| 7.º \| Lorenzo Fortunato \| Astana Qazaqstan Team \| + 5 min 15 s \| \| \| 8.º \| Einer Rubio \| Movistar Team \| + 5 min 28 s \| \| \| 9.º \| Thymen Arensman \| Ineos Grenadiers \| + 5 min 30 s \| \| \| 10.º \| Jan Hirt \| Soudal Quick-Step \| + 5 min 53 s \| \| |                        |                            |                  |
| |                        |                            |                  |
| Fuentes: ProCyclingStats Cycling Quotient |                        |                            |                  |
| Clasificación general |                        |                            |                  |
| Ciclista | Ciclista               | Equipo                     | Tiempo           |
| 1.º | Tadej Pogačar          | UAE Team Emirates          | 32 h 59 min 04 s |
| 2.º | Daniel Felipe Martínez | Bora-Hansgrohe             | + 2 min 40 s     |
| 3.º | Geraint Thomas         | Ineos Grenadiers           | + 2 min 58 s     |
| 4.º | Ben O'Connor           | Decathlon-AG2R La Mondiale | + 3 min 39 s     |
| 5.º | Cian Uijtdebroeks      | Team Visma \| Lease a Bike | + 4 min 02 s     |
| 6.º | Antonio Tiberi         | Bahrain Victorious         | + 4 min 23 s     |
| 7.º | Lorenzo Fortunato      | Astana Qazaqstan Team      | + 5 min 15 s     |
| 8.º | Einer Rubio            | Movistar Team              | + 5 min 28 s     |
| 9.º | Thymen Arensman        | Ineos Grenadiers           | + 5 min 30 s     |
| 10.º | Jan Hirt               | Soudal Quick-Step          | + 5 min 53 s     |

### Clasificación por puntos(Maglia Ciclamino)
| Clasificación por puntos | Clasificación por puntos | Clasificación por puntos      | Clasificación por puntos | Clasificación por puntos |
| Ciclista                 | Ciclista                 | Equipo                        | Puntos                   |                          |
| ------------------------ | ------------------------ | ----------------------------- | ------------------------ | ------------------------ |
| 1.º                      | Jonathan Milan           | Lidl-Trek                     | 174 pts                  |                          |
| 2.º                      | Kaden Groves             | Alpecin-Deceuninck            | 116 pts                  |                          |
| 3.º                      | Olav Kooij               | Team Visma \| Lease a Bike    | 115 pts                  |                          |
| 4.º                      | Tim Merlier              | Soudal Quick-Step             | 100 pts                  |                          |
| 5.º                      | Andrea Pietrobon         | Team Polti Kometa             | 68 pts                   |                          |
| 6.º                      | Tadej Pogačar            | UAE Team Emirates             | 57 pts                   |                          |
| 7.º                      | Benjamin Thomas          | Cofidis                       | 56 pts                   |                          |
| 8.º                      | Filippo Fiorelli         | VF Group-Bardiani CSF-Faizanè | 54 pts                   |                          |
| 9.º                      | Jhonatan Narváez         | Ineos Grenadiers              | 45 pts                   |                          |
| 10.º                     | Michael Valgren          | EF Education-EasyPost         | 40 pts                   |                          |

### Clasificación de la montaña(Maglia Azzurra)
| Clasificación de la montaña | Clasificación de la montaña | Clasificación de la montaña   | Clasificación de la montaña | Clasificación de la montaña |
| Ciclista                    | Ciclista                    | Equipo                        | Puntos                      |                             |
| --------------------------- | --------------------------- | ----------------------------- | --------------------------- | --------------------------- |
| 1.º                         | Tadej Pogačar               | UAE Team Emirates             | 104 pts                     |                             |
| 2.º                         | Daniel Felipe Martínez      | Bora-Hansgrohe                | 52 pts                      |                             |
| 3.º                         | Simon Geschke               | Cofidis                       | 36 pts                      |                             |
| 4.º                         | Lilian Calmejane            | Intermarché-Wanty             | 32 pts                      |                             |
| 5.º                         | Geraint Thomas              | Ineos Grenadiers              | 22 pts                      |                             |
| 6.º                         | Andrea Piccolo              | EF Education-EasyPost         | 18 pts                      |                             |
| 7.º                         | Ben O'Connor                | Decathlon-AG2R La Mondiale    | 17 pts                      |                             |
| 8.º                         | Georg Steinhauser           | EF Education-EasyPost         | 12 pts                      |                             |
| 9.º                         | Amanuel Ghebreigzabhier     | Lidl-Trek                     | 11 pts                      |                             |
| 10.º                        | Filippo Fiorelli            | VF Group-Bardiani CSF-Faizanè | 10 pts                      |                             |

### Clasificación de los jóvenes(Maglia Bianca)
| Clasificación del mejor joven | Clasificación del mejor joven | Clasificación del mejor joven | Clasificación del mejor joven | Clasificación del mejor joven |
| Ciclista                      | Ciclista                      | Equipo                        | Tiempo                        |                               |
| ----------------------------- | ----------------------------- | ----------------------------- | ----------------------------- | ----------------------------- |
| 1.º                           | Cian Uijtdebroeks             | Team Visma \| Lease a Bike    | 33 h 03 min 06 s              |                               |
| 2.º                           | Antonio Tiberi                | Bahrain Victorious            | + 21 s                        |                               |
| 3.º                           | Thymen Arensman               | Ineos Grenadiers              | + 1 min 28 s                  |                               |
| 4.º                           | Alex Baudin                   | Decathlon-AG2R La Mondiale    | + 2 min 32 s                  |                               |
| 5.º                           | Filippo Zana                  | Team Jayco AlUla              | + 3 min 10 s                  |                               |
| 6.º                           | Davide Piganzoli              | Team Polti Kometa             | + 5 min 27 s                  |                               |
| 7.º                           | Giovanni Aleotti              | Bora-Hansgrohe                | + 9 min 51 s                  |                               |
| 8.º                           | Georg Steinhauser             | EF Education-EasyPost         | + 16 min 27 s                 |                               |
| 9.º                           | Mauri Vansevenant             | Soudal Quick-Step             | + 17 min 02 s                 |                               |
| 10.º                          | Valentin Paret-Peintre        | Decathlon-AG2R La Mondiale    | + 22 min 10 s                 |                               |

### Clasificación por equipos"Súper team"
| Clasificación por equipos | Clasificación por equipos     | Clasificación por equipos | Clasificación por equipos |
| Equipo                    | Equipo                        | Tiempo                    |                           |
| ------------------------- | ----------------------------- | ------------------------- | ------------------------- |
| 1.º                       | Decathlon-AG2R La Mondiale    | 99 h 16 min 18 s          |                           |
| 2.º                       | Ineos Grenadiers              | + 1 min 20 s              |                           |
| 3.º                       | Astana Qazaqstan Team         | + 9 min 23 s              |                           |
| 4.º                       | Bora-Hansgrohe                | + 16 min 05 s             |                           |
| 5.º                       | UAE Team Emirates             | + 18 min 06 s             |                           |
| 6.º                       | EF Education-EasyPost         | + 21 min 01 s             |                           |
| 7.º                       | VF Group-Bardiani CSF-Faizané | + 21 min 17 s             |                           |
| 8.º                       | Bahrain Victorious            | + 33 min 51 s             |                           |
| 9.º                       | Soudal Quick-Step             | + 34 min 06 s             |                           |
| 10.º                      | Movistar Team                 | + 36 min 41 s             |                           |

## Abandonos
- Alexey Lutsenko (Astana Qazaqstan Team) no tomó la salida de la etapa debido a una enfermedad que venía arrastrando los últimos días, según el equipo.[2]
- Alexander Krieger (Tudor Pro Cycling Team) no finalizó la etapa.